# عملية غضب الله

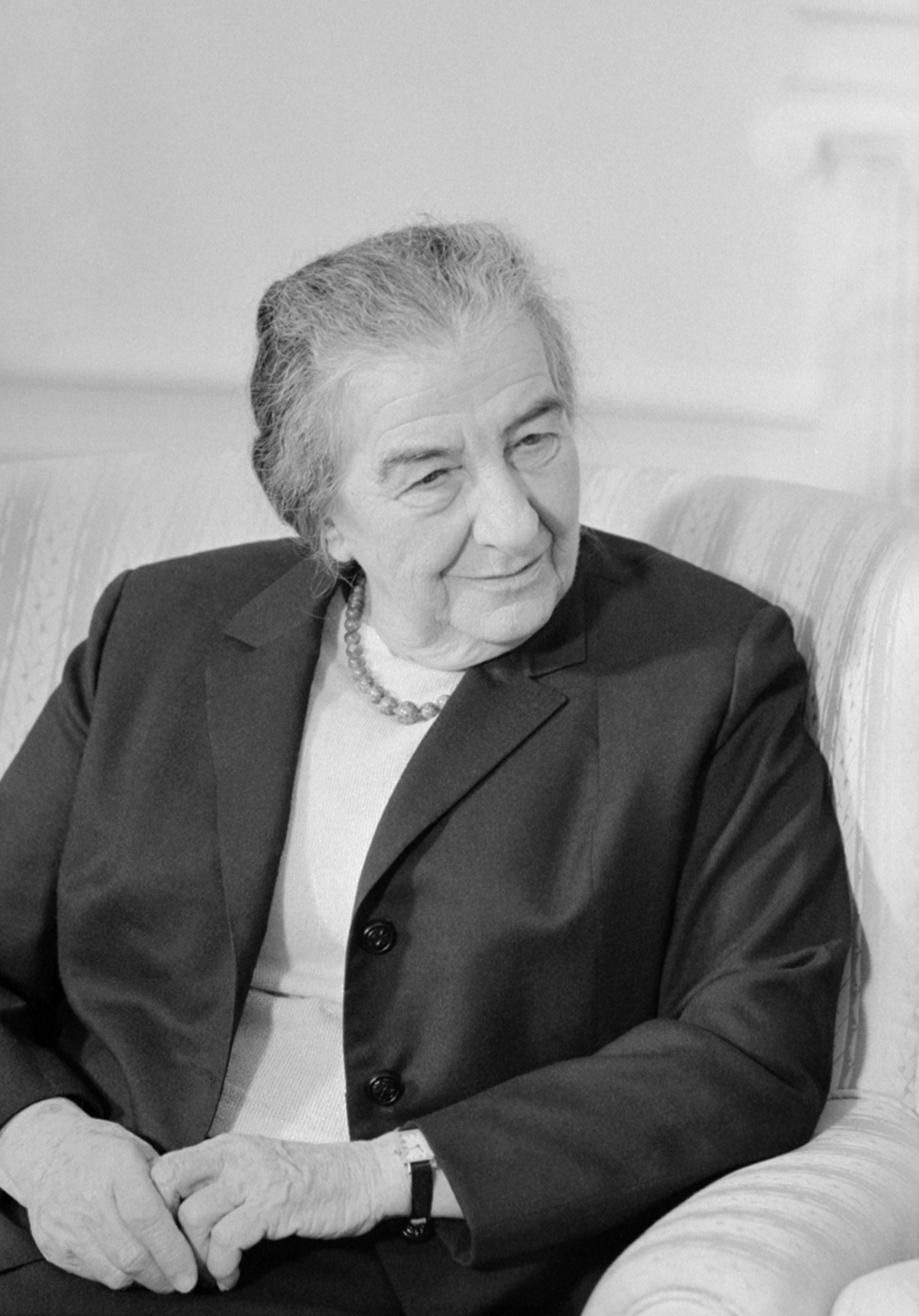
رئيسة الوزراء الإسرائيلية غولدا مائير

عملية غضب الله أو عملية غضب الرب (بالعبرية: מבצע זעם האל) هي حملة اغتيالات أمرت بها رئيسة الوزراء الإسرائيلية جولدا مائير للانتقام من مجموعة أيلول الأسود التي قامت باغتيال 11 من أعضاء الفريق الإسرائيلي المشارك في الألعاب الأولمبية الصيفية 1972. وكان لعملية الاغتيال التي قامت بها منظمة أيلول الأسود في ميونخ ضد الإسرائيليين صدى واسع، ليس في المنطقة فقط بل في الغرب. لذلك اعتمدت إسرائيل على تنفيذ تلك العملية لاسترداد هيبتها المفقودة. من مجموعة الاغتيالات التي تضمنتها هذه العمليات اغتيال الدكتور باسل الكبيسي، محمد بودية، محمود الهمشري، ووائل زعيتر.

## خلفية
بعد يومين من عملية ميونخ في دوري الألعاب الأولمبية الصيفية لعام 1972، ردت إسرائيل بقصف عشر قواعد لمنظمة التحرير الفلسطينية في سوريا ولبنان. ثم جندت رئيسة الوزراء الإسرائيلية غولدا مائير لجنة من الوزراء (دُعيت بـ"اللجنة X")، تكونت من مجموعة صغيرة من المسؤولين الحكوميين المكلفين بتخطيط الرد الإسرائيلي، على رأسها هي ووزير الدفاع موشيه ديان. كما وعينت الجنرال أهارون ياريف مستشارًا لها في مكافحة الإرهاب، ليتولى هو ومدير الموساد تسفي زامير الدور الرئيسي في توجيه الهجوم الإسرائيلي القادم. وتوصلت اللجنة إلى استنتاج مفاده أن ردع وقوع عمليات مستقبلية ضد إسرائيل يستوجب اغتيال أولئك الذين دعموا أو نفذوا عملية ميونخ، وذلك في إطار حملة سُمّيت بـ"غضب الرب".
تحت ضغط الرأي العام الإسرائيلي وكبار مسؤولي المخابرات، أتاحت مائير بدء حملة اغتيالات واسعة النطاق على مضض. بيد أن تردد مئير قد زال بعدما أطلقت ألمانيا الغربية سراح مرتكبي العملية الثلاثة الباقين على قيد الحياة بعد أشهر قليلة امتثالًا لمطالب خاطفي رحلة لوفتهانزا الجوية رقم 615. وكانت المهمة الأولى للّجنة بالنسبة للاستخبارات الإسرائيلية وضع قائمة اغتيالات بأسماء جميع المتورطين في عملية ميونخ. رغم أن القائمة الكاملة غير معروفة، تشير التقارير إلى أن عدد المستهدَفين النهائي تراوح بين 20-35، وهو يشمل أفرادًا من أيلول الأسود ومن منظمة التحرير الفلسطينية. مع إنتهاء وضع هذه القائمة، كُلف الموساد بتحديد أماكن المستهدَفين وبقتلهم.
اهتم الموساد خلال تخطيطه لهذه الاغتيالات بفكرة الإنكار المقبول، التي وفقًا لها يكون من المستحيل إثبات وجود صلة مباشرة بين الاغتيالات وإسرائيل، كما ورمى إلى ترويع الفلسطينيين من خلال هذه الاغتيالات، ما تجلى في أقوال النائب السابق لرئيس الموساد ديفيد كمحي: "لم يكن الهدف هو الانتقام بقدر ما كان جعلهم (المستهدَفين الفلسطينيين) مرعوبين. أردنا أن نجعلهم ينظرون من فوق أكتافهم ويشعرون بأننا نراقبهم." وبالفعل، مع شروع عملية غضب الله، اغتيل أعضاء أيلول الأسود في مختلف العواصم الأوروبية (منها روما وباريس)، كما وأطلق الموساد حربًا نفسية ضد مستهدَفيه، حيث نشر لهم في بعض الحالات نعيًا في الصحافة قبل اغتيالهم بعدة أيام. مع ذلك، كان نجاح إسرائيل في تحقيق مآربها جزئيًا، فهي لم تنجح في اغتيال جميع المشرفين على عملية ميونخ، إذ أخفقت في قتل محمد داود عودة (أبو داود) وصلاح خلف أبو إياد، أما عاطف بسيسو فقد قُتل في باريس فقط بعد عشرين عامًا من عملية ميونخ.

## الاغتيالات
وقعت عملية الاغتيال الأولى في 16 أكتوبر 1972، عندما قُتل الفلسطيني وائل زعيتر في روما، حيث انتظر عملاء الموساد عودته من العشاء، ثم أطلقوا عليه اثنتي عشرة رصاصة. وبعد إطلاق النار، نُقل العملاء إلى منزل آمن. كان وائل زعيتر آنذاك ممثل منظمة التحرير الفلسطينية في إيطاليا، وبينما زعمت إسرائيل أنه كان عضوًا في منظمة أيلول الأسود ومتورطًا في مؤامرة فاشلة ضد طائرة ركاب تابعة لشركة إل-عال، ادعى أعضاء منظمة التحرير الفلسطينية بأنه لم تكن له أية علاقة بذلك.
أما الهدف الثاني للموساد فكان محمود الهمشري، ممثل منظمة التحرير الفلسطينية في فرنسا. باستخدام عميل تظاهر بأنه صحفي إيطالي، استدرجه الموساد للخروج من شقته في باريس، ممكّنًا بذلك فريقًا تابعًا للموساد من التسلل إليها لتركيب عبوة ناسفة تحت هاتف مكتبي فيها. في 8 ديسمبر 1972، اتصل العميل الذي تظاهر بأنه صحفي بشقة الهمشري، وبعد تأكده بأن محادِثه في الطرف الآخر من الخط كان الهمشري، أعلم زملاءه، الذين أرسلوا بدورهم إشارة تفجير عبر خط الهاتف، مما أدى إلى انفجار العبوة. أُصيب الهمشري عقب ذلك بجروح قاتلة، لكنه تمكن من البقاء واعيًا لفترة كافية لإخبار المحققين بما حدث ولاتهام الموساد بالعملية. لقي الهمشري حتفه في المستشفى بعد عدة أسابيع.
في ليلة 24 يناير 1973، وبعد لحظات من ذهاب حسين أبو الخير، ممثل حركة فتح في قبرص، للنوم في شقته في نيقوسيا، انفجرت عن بُعد قنبلة كانت مزروعة تحت سريره، مما أدى إلى مقتله. أقدمت إسرائيل على قتله لاعتقادها بأنه ممثل أيلول الأسود في قبرص، ولاشتباهها بوجود علاقات وثيقة له بجهاز أمن الدولة السوفييتي (الكي جي بي).
في 6 أبريل 1973، قُتل باسل الكبيسي، أستاذ القانون في الجامعة الأمريكية في بيروت الذي اشتبهت إسرائيل بقيامه بتوفير لوجستيات أسلحة لأيلول الأسود وبتورطه في مؤامرات أخرى، إذ أطلق عليه عميلا موساد النار أثناء عودته إلى المنزل من العشاء في باريس.
بخلاف المستهدَفين الفلسطينيين السابق ذكرهم، كان هنالك ثلاثة فلسطينيين في قائمة الموساد يعيشون في منازل تخضع لحراسة مشددة في لبنان، ما جعل اغتيالهم بالطرق السابقة التي استخدمها الموساد صعبًا. لذا، لغاية اغتيالهم، أُطلقت "عملية فردان" كعملية فرعية لحملة غضب الله. بدأت العملية في ليلة 9 أبريل 1973، حين هبطت قوات الكوماندو الإسرائيلية على الساحل اللبناني حيث استقبلهم عملاء الموساد، الذين قادوهم إلى أهدافهم في سيارات استؤجرت في اليوم السابق، ثم أعادوهم بعد ذلك إلى الشواطئ لمغادرة لبنان. وقد تنكر المشرفون على العملية في زي مدنيين، وارتدى بعضهم زي النساء. وفي بيروت، داهموا مباني سكنية محروسة وقتلوا محمد يوسف النجار (قائد عمليات أيلول الأسود)، كمال عدوان (رئيس العمليات في منظمة التحرير الفلسطينية) وكمال ناصر (عضو اللجنة التنفيذية لمنظمة التحرير الفلسطينية والناطق الرسمي باسمها). كما وقُتل خلال العملية ضابطان من الشرطة اللبنانية، مواطن إيطالي وزوجة النجار، وأصيب جندي إسرائيلي. لقد تخللت العملية مداهمة قوات المظليين الإسرائيلية مبنى مكونًا من ستة طوابق كان يستخدم كمقر للجبهة الشعبية لتحرير فلسطين. واجه المظليون مقاومة شديدة وفقدوا جنديين، لكنهم تمكنوا من تدمير المبنى. كما وداهمت القوات الإسرائيلية منشآت تصنيع الأسلحة ومستودعات الوقود التابعة لمنظمة التحرير الفلسطينية. قُتل إبان هذه الهجمات 12-100 من أعضاء منظمة التحرير الفلسطينية والجبهة الشعبية لتحرير فلسطين.
استمرت اغتيالات الموساد لأعضاء أيلول الأسود في الأعوام التالية، حيث قُتل أيضًا محمد بودية في 1973، علي سالم أحمد في 1979، إبراهيم عبد العزيز في 1979 وغيرهم، وبلغت حملة الاغتيالات أوجها في قتل علي حسن سلامة، رئيس منظمة أيلول الأسود.

### اغتيال علي حسن سلامة
في أعقاب قضية ليلهامر، أي الجريمة التي ارتكبها الموساد الإسرائيلي في مدينة ليلهامر النرويجية عام 1973 حين قتل النادل المغربي أحمد بوشيخي ظنًا بأنه علي حسن سلامة، دفع غضب المجتمع الدولي غولدا مائير إلى أمر الموساد بتعليق عملية غضب الله، بعد أن أدى التحقيق النرويجي الذي أعقب الجريمة وما كشفه العملاء المأسورون إلى تعريض عناصر الموساد في جميع أنحاء أوروبا للخطر، بما في ذلك المنازل الآمنة، العملاء وخطط العمليات. وبعد خمس سنوات، تقرر استئناف العملية خلال فترة حكم رئيس الوزراء الجديد مناحم بيغن، والعثور على الأشخاص المتبقين في قائمة الموساد الذين ما زالوا طلقاء.

علي حسن سلامة

بدأ الموساد بمراقبة تحركات سلامة بعد تعقبه إلى بيروت في خريف 1978. في نوفمبر 1978، دخلت عميلة موساد لبنان مستخدمة الاسم المستعار إريكا تشامبرس وجواز سفر بريطانيًا صدر عام 1975، واستأجرت شقة في شارع فردان الذي ارتاده سلامة بشكل متكرر، كما ووصل العديد من العملاء الآخرين، بما في ذلك اثنان استخدما الاسمين المستعارين بيتر سكريفر ورولاند كولبرج وسافرا بجوازي سفر بريطاني وكندي. بعد فترة من وصولهم، كانت سيارة فولكس فاجن محملة بالمتفجرات البلاستيكية متوقفة في شارع فردان على مرأى من الشقة المستأجرة. الساعة 3:35 مساءً في 22 يناير 1979، بينما كان سلامة وأربعة من حراسه الشخصيين يقودون سيارة شيفروليه في الشارع، انفجرت المتفجرات الموجودة في سيارة الفولكس فاجن من الشقة باستخدام جهاز لاسلكي، مما آلَ إلى مقتل جميع من كانوا في السيارة. هكذا اغتال الموساد سلامة بعد خمس محاولات فاشلة. بيد أن الانفجار أسفر أيضًا عن مقتل أربعة من المارة الأبرياء وإصابة 18 شخصًا آخر في المحيط. في النهاية، فرّ ضباط الموساد الثلاثة ومساعدوهم من عملاء الموساد فورًا بعد العملية دون أن يتركوا أثرًا.